# Municipio Chilón
Koordinaten: 17° 7′ N, 92° 17′ W
Chilón ist ein Municipio im mexikanischen Bundesstaat Chiapas. Das Municipio hat etwa 112.000 Einwohner und eine Fläche von 1685,2 km². Verwaltungssitz und größter Ort im Municipio ist das gleichnamige Chilón.
Der Name Chilón kommt aus der Tzeltal-Sprache und bedeutet „Erde der Hanfleinen“.

## Geographie
Das Municipio Chilón liegt nordöstlich des Zentrums des mexikanischen Bundesstaats Chiapas auf Höhen bis zu 2100 m. Es zählt zur Gänze zur physiographischen Provinz der Sierra Madre de Chiapas und liegt gänzlich in der hydrologischen Region Grijalva-Usumacinta. Die Geologie des Municipios wird zu 72 % von Kalkstein bestimmt bei 13 % Sandstein-Lutit; vorherrschende Bodentypen sind der Phaeozem (42 %), Leptosol (38 %) und Luvisol (13 %). Etwa 84 % der Gemeindefläche sind bewaldet, 8 % sind Weideland, 7 % dienen dem Ackerbau.
Das Municipio Chilón grenzt an die Municipios Palenque, Ocosingo, San Juan Cancuc, Sitalá, Pantelhó, Yajalón, Tumbalá und Salto de Agua.

## Bevölkerung
Beim Zensus 2010 wurden im Municipio 111.554 Menschen in 19.192 Wohneinheiten gezählt. Davon wurden 96.567 Personen als Sprecher einer indigenen Sprache registriert, darunter 89.854 Sprecher des Tzeltal. Gut 33 Prozent der Bevölkerung waren Analphabeten. 26.714 Einwohner wurden als Erwerbspersonen registriert, wovon 88 % Männer bzw. 2,7 % arbeitslos waren. Über 70 % der Bevölkerung lebten in extremer Armut.

## Orte
Das Municipio Chilón umfasst 618 bewohnte localidades, von denen der Hauptort sowie Bachajón vom INEGI als urban klassifiziert sind. Elf der Orte wiesen beim Zensus 2010 eine Einwohnerzahl von über 1000 auf, 332 Orte hatten weniger als 100 Einwohner. Die größten Orte sind:
| Ort                  | Einwohner |
| Chilón               | 7368      |
| Bachajón             | 5063      |
| Guaquitepec          | 2868      |
| Tzajalá              | 2529      |
| San Jerónimo Tulijá  | 1859      |
| Alán-Sac'jún         | 1632      |
| San Antonio Bulujib  | 1206      |
| Tacuba Nueva         | 1189      |
| El Mango             | 1141      |
| Chiquinival          | 1101      |
| Santiago Pojcol      | 1001      |
| Aurora Grande        | 0990      |
| Tzobojitle Jotoaquil | 0984      |
| Sacún Cubwitz        | 0983      |
| Jol Sacún            | 0959      |